# میشی هالیلوویچ
میشی هالیلوویچ (انگلیسی: Michi Halilović؛ زادهٔ ۴ september ۱۹۸۳ (۴۱ سال)) ورزشکار اسکلتون اهل آلمان است.
وی در مسابقات کشوری و بین‌المللی در مجموع برندهٔ ۱ مدال طلا شده‌است. همچنین او در المپیک زمستانی ۲۰۱۰ شرکت کرد و در آنجا سیزدهم شد.